# Народная воля Приднестровья
Политическая партия «Народная воля Приднестровья» — политическая партия в Приднестровской Молдавской Республике (ПМР). Была тесно связана с российской партией «Народный союз», возглавляемой Сергеем Бабуриным.

## История
Создана 11 декабря 2006 года членами Верховного Совета ПМР. На учредительном съезде, на котором присутствовало 185 делегатов, «Народной воли» присутствовал ещё один приднестровский депутат и спецпредставитель Верховного Совета ПМР по межпарламентским связям Григорий Маракуца, а также Сергей Бабурин и лидер Прогрессивной социалистической партии Украины Наталья Витренко. Председателем партии стал бывший депутат парламента Олег Гудымо. На съезде были избраны исполнительные органы партии, утверждена программа и устав. От имени «Народной партии Приднестровья» Олег Гудымо поздравил президента ПМР Игоря Смирнова с переизбранием и пожелал «выполнять наказы избирателей и двигаться к единству с Россией». Обращаясь к делегатам, он заявил, что «главной целью партии будет реализация решений всенародного референдума 17 сентября 2006 года». Гудымо также отметил, что «Народная воля Приднестровья» будет сотрудничать с Прогрессивной социалистической партией Украины и Партией национального возрождения «Народная воля», а также с другими приднестровскими партиями, которые «стоят с нами по одну сторону баррикад».
22 февраля 2008 года в рамках Международной конференции «Вперёд с Россией!» состоялось подписание соглашения о стратегическом сотрудничестве и партнёрстве Патриотической партии Приднестровья, Приднестровской Республиканской партии и «Народной воли Приднестровья».
В сентябре 2008 года партия призвала власти Молдавии признать независимость Приднестровья.
В октябре 2010 года «Народная воля Приднестровья» предложила перенести памятник Петру I из Москвы на участок автотрассы Тирасполь-Кишинёв у берега Днестра, обосновав это тем, что Пётр I «вдаль глядел» не только с берегов Невы, но и многих других рек, и что жители Приднестровья свято чтут память своих героических предков, воинов и миротворцев России.
Партия «Народная воля» активно сотрудничала с политическими российскими и зарубежными партиями, поддерживала связи с Прогрессивной социалистической партией Украины, Национальным фронтом, Сербской радикальной партией и другими организациями.